# Ololygon humilis
Espèce
Synonymes
- Hyla humilis Lutz & Lutz, 1954
- Scinax humilis (Lutz & Lutz, 1954)

Statut de conservation UICN

 LC  : Préoccupation mineure
Ololygon humilis est une espèce d'amphibiens de la famille des Hylidae.

## Répartition
Cette espèce est endémique du Brésil. Elle se rencontre jusqu'à 1 200 m d'altitude dans la forêt atlantique :
- l'État de Rio de Janeiro ;
- l'extrême Est de l'État de São Paulo ;
- le Sud-Est de l'État du Minas Gerais.

## Publication originale
- Lutz, 1954 : The Frogs of the Federal District of Brazil. Memórias do Instituto Oswaldo Cruz, vol. 52, no 1, p. 155-197 & p. 207-226 (« texte intégral »(Archive.org • Wikiwix • Archive.is • Google • Que faire ?)).